# Conflictul israeliano-palestinian
Conflictul israeliano-palestinian (în arabă النزاع الفلسطيني - الإسرائيلي al-Niza'a al'Filastini al 'Israili; în ebraică הסכסוך הישראלי-פלסטיני Ha'Sikhsukh Ha'Israeli-Falestini) este un conflict în curs de desfășurare între statul Israel și palestinieni, care a început la mijlocul secolului al XX-lea.
Semne evidente ale conflictului arabo-israelian au apărut la sfârșitul Primului Război Mondial, la început cu o evoluție mai lentă, ca să se acutizeze, după 1947, pentru că O.N.U. adoptase Rezoluția cu privire la înființarea a două state pe teritoriul Palestinei istorice, Statul Israel și Statul Palestina.

## Contextul istoric
Prima referire făcută despre acest subiect a fost declarația ministrului de externe al Marii Britanii, lordul Arthur James Balfour, la 2 noiembrie 1917: Guvernul Majestății Sale privește favorabil stabilirea în Palestina a unui cămin național pentru poporul evreu și va depune toate eforturile pentru a ușura realizarea acestui obiectiv, înțelegând foarte clar să nu facă nimic care să aducă atingere drepturilor civile și religioase ale comunității neevreiești din Palestina, ca și drepturilor statutului politic de care se bucură evreii în alte țări.
În perioada care a urmat după război, Palestina s-a aflat sub mandat englez, încredințat de Consiliul Ligii Națiunilor, în 1922. Declarația șefului diplomației britanice a creat îngrijorare în rândul palestinienilor arabi și arabilor din teritoriile arabe limitrofe, cât și tensiune intre etnicii arabi și evreii din Palestina. După declarație, teritoriul Palestinei a devenit subiect de dispută și conflicte între arabi și evrei, dar obiectivul propus s-a realizat în 1947, datorită interesului susținut de Londra, al evreilor din Palestina, cât și a celor din afară, care-și afirmau dorința pentru constituirea căminului național evreiesc ca un drept istoric și divin asupra teritoriului Palestinei. În schimb, arabii palestinieni își motivau, la rândul lor, dreptul istoric de a rămâne într-un stat arab palestinian subliniind faptul că formează majoritatea populației în acel teritoriu.
Perioada dintre cele două războaie mondiale s-a caracterizat prin acțiuni pregătitoare de împărțire a Palestinei și diasporei, cu acordul Marii Britanii, de pe o parte, și S.U.A., pe de altă parte, în timp ce arabii respingeau, prin declarații, ideea Marii Britanii, organizațiile sioniste acționau și făceau presiuni pentru urgentarea începerii negocierilor privind înființarea Statului Israel. Încheierea păcii, după al Doilea Război Mondial, a favorizat comunitatea evreiască din vechiul teritoriu, grăbind evoluția evenimentelor. S-a intensificat imigrarea de evrei în Palestina, prin intermediul unei agenții evreiești, nou înființate, angajată în procesul de instalare a unui număr cât mai mare de evrei din diaspora pe teritoriul Palestinei, cu susținere financiară de către americani, în vederea pregătirii constituirii statului lor.
Revolta palestinienilor arabi din 1936 a mobilizat toate forțele care militau pentru arabism, mai ales pe cei din Siria. S-au constituit societăți secrete, dar și publice, în centru teritoriului arab, cât și în afara acestuia. Din punct de vedere a unor politicieni sirieni ai timpului, perioada 1934-1938 a fost plină de entuziasm și dorința de unire, sub stindardul arabismului, pentru arabii care trăiau fără patrie.
Fortificarea și consolidarea formațiunilor evreiești cu imigranți în teritoriul Palestinei a agitat și incitat, tot mai mult, populația araba palestiniana cu care s-au solidarizat și statele arabe vecine și nu numai, ceea ce a făcut ca tensiunea în zonă să capete noi dimensiuni, dând naștere la primele conflicte violente intre cele două grupări etnice, palestiniană și evreiască. Evenimentele s-au precipitat, încât cele două puteri, Anglia și S.U.A., au dispus crearea unui comitet comun anglo-american care să investigheze și să analizeze situația evreilor din unele țări europene, unde aceștia ar fi fost persecutați, cât și starea din Palestina. Concluzia comitetului a fost de a se acționa pentru mărirea numărului de evrei ce urmăreau să emigreze în Palestina. Această decizie, precum și acțiunile perseverente ale agenției evreiești privind operațiunile de înființare a statului israelian au fost primite cu indignare de către arabi. Liga Arabă a cerut insistent anularea mandatului britanic asupra Palestinei, retragerea trupelor străine din teritoriu, încetarea oricăror imigrări evreiești, precum și crearea Statului Palestina. Accelerarea evenimentelor și agravarea situației din zonă l-au determinat pe președintele S.U.A., Harry S. Truman, să se implice personal în implementarea de către organizațiile evreiești internaționale a unui stat evreu, susținând financiar cheltuielile legate de imigrarea evreilor.
Pornirile antisemite ale lui Stalin, amplificate în anii 1920-30, după conflictul cu Troțki, iar după provocarea demisiei ministrului de externe al U.R.S.S., Maxim Litvinov (Maier Wallach), în 1939, Stalin a cerut eliminarea tuturor evreilor dim minister pentru a semnala Germaniei naziste că este gata de discuții pentru Tratatul de Non-Agresiune cu Hitler (Pactul Molotov-Ribbentrop).
În timpul celui de al Doilea Război Mondial, Stalin promisese trimisului americanilor la Moscova, Averall Hariman, cât și comunității evreiești internaționale, Peninsula Crimeea pentru a fi fondat acolo Statul Israel. În acei ani, Stalin avea mare nevoie de evreii din Statele Unite pentru a face lobby în scopul primirii unor ajutoare masive din S.U.A.. Tot în aceea perioadă și pentru aceleași motive, Stalin a mai trimis în S.U.A. pe soția lui Molotov, care menținuse contacte cu evreii americani și cu cei din Anglia și care avea un frate în S.U.A. și o soră în Israel, despre care Molotov nu-i spusese lui Stalin, dar acesta îi cunoștea amănuntul biografic. Soția ministrului de externe mai era prietenă cu Golda Meir și cu soția lui Stalin. Cu toate acestea, Stalin nu s-a sfiit să ordone deportarea soției lui Molotov în 1949, păstrându-l pe acesta în Biroul Partidului, luându-i însă funcția de ministru de externe. După război, Stalin s-a răzgândit și nu a mai oferit Crimeea evreilor.

## Aspecte privind crearea statului Israel
În 1947, cu ocazia dezbaterilor din cadrul O.N.U., Andrei Gromâko, reprezentantul U.R.S.S., a declarat solemn că această hotărâre de creare a Statului Israel corespunde nevoii legitime a poporului evreu, care nu are încă o țară și un pământ al său.
Stalin a văzut în formarea Statului Israel o contrapondere la imperialismul britanic din zonă. În mai 1948, U.R.S.S. a fost, de altfel, prima țară care a recunoscut Statul Israel. Dovezile aproprierii Israelului de S.U.A. au determinat U.R.S.S. să se îndrepte spre sprijinirea statelor arabe din zonă.
Guvernul Marii Britanii a solicitat secretarului general al O.N.U., la 2 aprilie 1947, înscrie pe ordinea de zi a viitoarei sesiuni a O.N.U. problema Palestinei și astfel, la 29 noiembrie 1947, s-a adoptat Rezoluția privind constituirea, până la 1 octombrie 1948 a Statului Arab Palestinian și a Statului Evreu pe teritoriul Palestinei. La 14 mai 1948 a luat ființă Statul Israel, dar refuzul țărilor arabe de a recunoaște hotărârea O.N.U. a dus, în 15 mai 1948, a izbucnirea primului război arabo-israelian care s-a încheiat cu victoria Israelului, care primise ajutor străin. În timpul conflictului armat, o parte din teritoriul atribuit de catre O.N.U. Statului Arab Palestinian fiind ocupat de trupele israeliene, numeroși arabi s-au refugiat în statele vecine, astfel, a luat naștere spinoasa problemă a refugiațior palestinieni, cărora nici până în zilele noastre nu li s-a recunoscut dreptul de a se întoarce la căminele lor.
La 9 decembrie 1949, Adunarea Generală a O.N.U. a adoptat Rezoluția privind internaționalizarea orașului Ierusalim, iar printr-o altă hotărâre aceeași adunare generală a cerut Israelului să părăsească orașul. Statul Israel a respins internaționalizarea Ierusalimului și la, 29 ianuarie 1950, Knessetul adică Parlamentul, l-a proclamat capitala țării.
În anul 1951, Liga Arabă, prin intermediul Comisiei de Conciliere a O.N.U., și-a exprimat disponibilitatea de a avea convorbiri de pace cu Israelul, cu condiția reîntoarcerii neîntârziate a refugiaților arabi palestinieni la căminele lor, reveniri la liniile de partajare în Palestina stabilite de O.N.U. în 1947 și respectarea internaționalizării Ierusalimului, condiții respinse de autoritățile israeliene, că doreau permanentizarea situației create după primul război cu arabii.
Situatia aparuta după înființarea statului Israel și ocuparea primelor teritorii palestiniene a stabilit și multiplicat sentimentele de încordare între palestinieni și israelieni, culminând cu războaiele din 1956 și 1967.

## Razboiul din 1956
Criza Suezului, cunoscută sub numele de Războiul Suezului sau Războiul din 1956, respectiv, în lumea arabă, sub unul din numele alternative Agresiunea tripartită, Războiul Sinaiului, sau Războiul Suez-Sinai, Războiul arabo-israelian din 1956, Cel de-al doilea război arabo-israelian, Campania Suez, Campania Sinai, Operațiunea Kadesh sau Operațiunea Musketeer este un episod războinic din timpul perioadei Războiului Rece, constând în atacarea Egiptului de către Franța și Marea Britanie - pentru redobândirea controlului asupra Canalului Suez - și Israel, care cerea încetarea atacurilor unităților neregulate egiptene "fadaiun" contra coloniilor și populației civile israeliene, precum și respectarea dreptului la navigație a vaselor israeliene prin Canalul de Suez.
Criza politico-militară a izbucnit ca urmare directă a hotărârii lui Gamal Abdul Naser din 26 iulie 1956 de a naționaliza Canalul Suez, respectiv respingerea ofertei americano-britanice de a construi barajul de la Assuan. La 29 octombrie 1955, au fost parașutate unități de elită engleze și franceze lângă orașele Port Said, Port Suez și Ismaelia, pe malul african al canalului iar Zahal-ul (armata israeliană) a spulberat în 5 zile rezistența armatei egiptene și a ocupat, în totalitate, Peninsula Sinai, oprindu-se pe malul estic al canalului.
Deși înfrângerea Egiptului a fost totală, intervenția vehementă a Moscovei și, în special, a Washingtonului i-a obligat pe englezi, francezi și israelieni să se retragă. Tratatele semnate vor marca, practic, sfârșitul stăpânirii de peste un secol a celor două state vest-europene beligerante în Orientul Mijlociu. Israelului i s-a garantat libera trecere a vaselor prin canal - garantare care a fost încălcată la prima încercare - și încetarea acțiunilor fedaiun-ilor - care a fost respectată. în pofida speranțelor americane, Egiptul a intrat, total, în sfera influenței sovietice, devenind unul dintre liderii grupului de state "neangajate". Relațiile dintre Londra și Washington au fost afectate sensibil.

## Războiul din 1967
Criza israeliano-palestiniană s-a agravat din nou după 1964, când Israelul a deviat cursul râului Iordan, iar Siria l-a contradeviat, după care a fost bombardată de aviația israeliană. Acțiunile Israelului privind controlul și gestionarea apei în zonă au adăugat un surplus de tensiune crizei. Se făceau intense pregătiri militare în țările beligerante care, în prealabil, se înarmaseră.
Războiul din iunie 1967, a fost precedat de raidul israelian, din 13 noiembrie 1966, asupra satului cisiordanian, Samu, pentru a-i pedepsi pe locuitorii care au acordat ajutor organizației palestiniene Fatah. Evenimentele care au avut loc în războiul din 1967 au fost următoarele:
	5 iunie - Forțele aeriene israeliene bombardează simultan, începând de la ora 7.45, unsprezece baze aeriene egiptene, distrugând astfel o mare parte din aviația militară a Egiptului.
	6 iunie - Trupele israeliene ocupă Fâșia Gaza. Unități israeliene de tancuri pătrund în Peninsula Sinai.
	7 iunie - Israelul cucerește malul stâng al Iordanului și partea de est a Ierusalimului, care va fi anexată Israelului pe data de 27 iunie 1967.
	8 iunie - Tancurile israeliene ajung până la Canalul Suez, deși forțele egiptene erau mult superioare numeric celor israeliene în această zonă de conflict. Egiptul capitulează.
	9 iunie - Forțele armate israeliene atacă Siria și cuceresc după lupte grele mare parte din Platoul Golan, inclusiv orașul Quneitra (Al Qunaytirah'). Gamal Abdel Nasser, președintele Egiptului, își declară demisia, dar își va retrage peste o zi această declarație, în urma demonstrațiilor masive în favoarea sa.
	10 iunie - Încetarea ostilităților. După război, Israelul domină un teritoriu de aproape patru ori mai mare decât la începutul războiului. 400.000 palestinieni se refugiază în Iordania.